# Annei
Annei (japonsky 安寧 天皇; Annei tennó) byl v pořadí 3. japonským císařem podle tradičního seznamu panovníků Země vycházejícího slunce.
S jistotou se k Anneiovi nedají připojit žádná data, která by ohraničovala dobu jeho vlády a života. Veškeré letopočty s ním spojené vycházejí z dlouholeté japonské tradice. Tato tradice dokonce popsala jeho hrobku. V současné době se ale stejně jako u jeho předchůdce Suizeie zdá, že žádný japonský císař s takovým jménem nikdy neexistoval.
Anneiovo jméno se dá volně přeložit jako „stálý klid“.
| Japonští císaři    | Japonští císaři                   | Japonští císaři |
| ------------------ | --------------------------------- | --------------- |
| Předchůdce: Suizei | 549 př. n. l.–511 př. n. l. Annei | Nástupce: Itoku |